# Héctor Santibáñez
Héctor Guillermo Santibáñez Rojas (Santiago del Cile, 25 luglio 1972) è un ex calciatore cileno, di ruolo centrocampista.